# Carqueja-de-bico-manchado
Carqueja-de-bico-manchado ou galeirão-de-bico-manchado (Fulica armillata), também conhecida como carqueja, galinha-d'água e mergulhão, é uma espécie de ave da família Rallidae. Pode ser encontrada nos seguintes países: Argentina, Bolívia, Brasil, Chile, Ilhas Malvinas, Paraguai, Santa Helena (território), Ilhas Geórgia do Sul e Sandwich do Sul e Uruguai. Os seus habitat naturais são: pântanos e lagos de água doce.

## Características
Mede em média 50 cm de comprimento. É a maior espécie da família, podendo alcançar o peso de até 1 kg. Distingue-se de seus congêneres pelo bico e escudo frontal amarelados, manchados de vermelho e por ter as pernas com “ligas vermelhas” semelhantes às do galinha-d_agua.